# (4464) Vulcano
Pour les articles homonymes, voir Vulcano (homonymie).
(4464) Vulcano est un astéroïde de la ceinture principale de la famille de Hungaria.

## Description
(4464) Vulcano est un astéroïde de la ceinture principale, de la famille de Hungaria. Il présente une orbite caractérisée par un demi-grand axe de 1,95 UA, une excentricité de 0,07 et une inclinaison de 20,2° par rapport à l'écliptique.

## Compléments